# 1945 في البرازيل
فيما يلي قوائم الأحداث التي وقعت خلال عام 1945 في البرازيل.

## سياسة

### انتهاء فترة المنصب
- 29 أكتوبر – جيتوليو فارجاس رئيس البرازيل.

## مواليد

### يناير
- 2 يناير – كارلوس روبيرتو كابرال

### فبراير
- 24 فبراير – سيرجيو دي توليدو ماكادو لاعب كرة سلة برازيلي.

### مارس
- 17 مارس – أليز هاجينا
- 31 مارس – آلسيندو لاعب كرة قدم برازيلي.

### مايو
- 11 مايو – توماز كوتش لاعب كرة مضرب برازيلي.
- 17 مايو – سيزار مالوكو لاعب كرة قدم برازيلي.

### أكتوبر
- 27 أكتوبر – لويس إيناسيو لولا دا سيلفا

## وفيات

### فبراير
- 25 فبراير – ماريو دي أندرادي (مواليد 1893) شاعر وموسيقي برازيلي.